# Crystal Falls

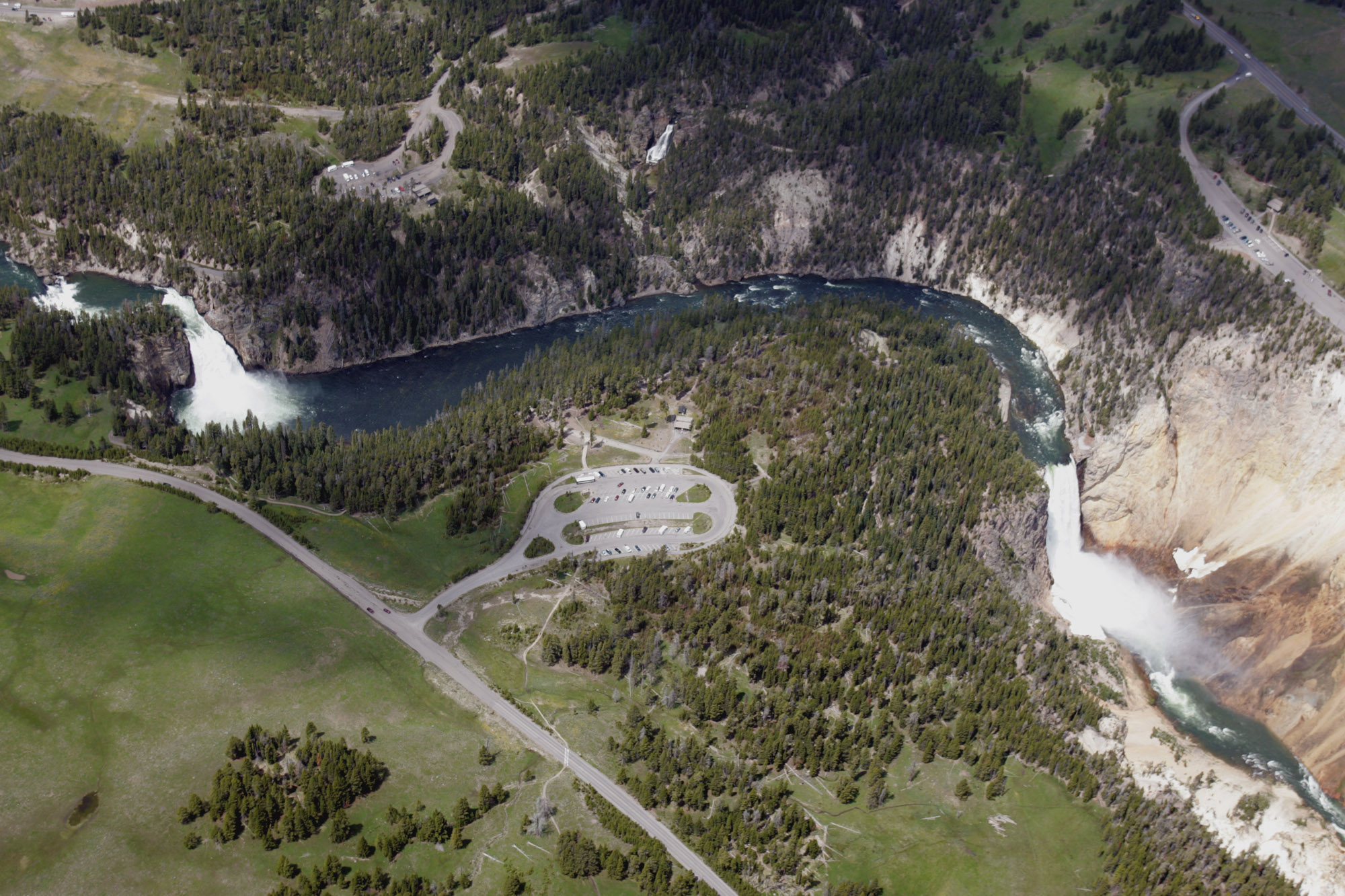
Crystal Falls in der Bildmitte oben; links die Upper Falls, rechts die Lower Falls am Yellowstone River

Die Crystal Falls sind Wasserfälle bei der Mündung des Cascade Creek in den Yellowstone River. Sie befinden sich südlich der Ortschaft Canyon Village im US-Bundesstaat Wyoming, am südlichen Ende des Grand Canyon of the Yellowstone im Yellowstone-Nationalpark. Ihre Fallhöhe beträgt 39 Meter. Sie können vom South Rim Trail aus gesehen werden.
In ihrer Nähe befinden sich zwei weitere Fälle, die Lower Falls im Osten und die Upper Falls im Süden.